# Widzew Łódź
Widzew Łódź är ett polskt fotbollslag från den polska staden Łódź. Efter att ha sett ut att vara ett starkt framtidslag med många bra spelare och spel i Europa under slutet av 90-talet så åkte klubben överraskande ur den polska första divisionen år 2004. Man hoppades att komma upp direkt men var tvungna att vänta i två år. Inför säsongen 2006/2007 kom man återigen in i finrummet av polsk fotboll igen. Lagets rivaler är ŁKS Łódź, Lech Poznań och Legia Warszawa. Den världskända Zbigniew Boniek har spelat och blev känd i Widzew Łódźs klubbdräkt.

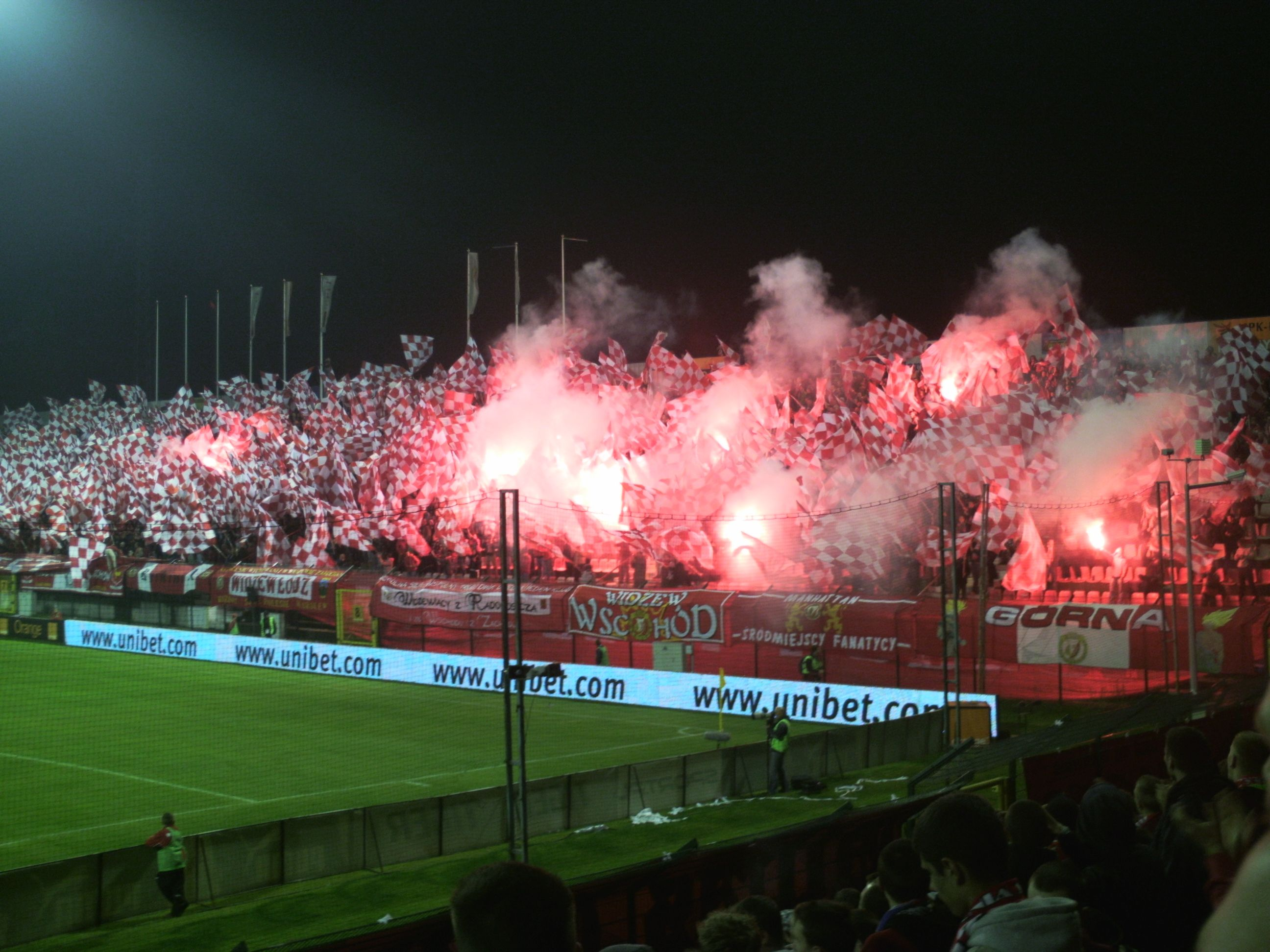
Stadion Widzewa

## Meriter
- Polska mästare (4): 1981, 1982, 1996, 1997
- Polska Cupen (Puchar Polski) (1): 1984/1985
- Polska Supercupen (Superpuchar Polski) (1): 1996

- Intertoto vinnare (2): 1976, 1982
- Copa del Sol, Finalister (1): 2013

## Kända spelare
Polen
- Zbigniew Boniek
- Radosław Matusiak

Litauen
- Tomas Žvirgždauskas